# Witch Hunter – Der Hexenjäger
Witch Hunter – Der Hexenjäger (Originaltitel Witch Hunter) ist ein US-amerikanischer Action-Horrorfilm aus dem Jahr 2024 von Marc Gottlieb nach einem Drehbuch von Joshua Pruett. Der Film wurde von The Asylum produziert.

## Handlung
König Konrad kann auf eine seit Jahrzehnten friedliche Regentschaft blicken. Allerdings endet der Frieden, als die Hexe Gisela das Königreich heimsucht. Eines ihrer Opfer wird der Sohn von Volker, der als einer der besten Krieger im Königreich gilt. Rasend vor Wut schwört er Rache. Er bittet König Konrad darum, einige Krieger um sich versammeln zu dürfen und den Kopf der Hexe zu fordern. Allerdings schafft es Prinz Otto, Sohn von Konrad, zu verhindern, dass sich der König auf den Plan von Volker einlässt. Otto vermutet, dass die Krieger der magischen Kräfte nicht gewachsen sind.
Daher beschließen Volker und sein Kommandant Hagen, einen gewissen Casper zu suchen und ihn darum zu bitten, ihnen beim Kampf gegen die Hexe zu unterstützen. Dieser ist ein ehemaliger Hexenjäger und daher der ideale Mann für den Auftrag. Unterstützt werden sie von einer Kriegerin namens Erka, Volkers altem Armeekameraden Dreas sowie Hagens Tochter Hilde, was diesem nicht gefällt. Aufgrund Caspers Kämpfe gegen Hexen und dessen Folgen wurde dieser allerdings ein psychisches Wrack und griff zur Flasche. Um die Hexe töten zu können, müssen Volker und Hagen darauf achten, dass Casper nüchtern bleibt. Auf ihrem Weg müssen sie sich gegen eine Riesenspinne und einem großen Bären zur Wehr setzen.

## Hintergrund
Der Film wurde ab dem 4. Oktober 2024 in ausgewählten US-amerikanischen Kinos, unter anderem dem Aurora Cineplex in Roswell, das Film Noir Cinema in Brooklyn, das Hickory Ridge Cinema in Brunswick, das O Cinema South Beach in Miami Beach und das Trylon Cinema in Minneapolis. Am selben Tag erschien der Film außerdem als Video-on-Demand. In Deutschland startete der Film am 25. Juli 2025 im Videoverleih.

## Rezeption
Jim Morazzini ist in seiner Review für Voices From The Balcony der Meinung, dass Regisseur Marc Gottlieb und Drehbuchautor Joshua Pruettine eine „recht typische Helden-Fantasy-Handlung geschaffen“ haben, „die jedem Genrekenner bekannt vorkommen dürfte“. Zu den Filmeffekten meint er, dass es die besten CGI-Effekte seien, die er je in einem Asylum-Film gesehen habe. Leider können in seinen Augen die Kämpfe nicht an dieser Qualität anknüpfen, sodass die „Kampfszenen meist aus einer Aufnahme der Kreatur aus der Sicht des Helden, gefolgt von einer Einstellung, in der er mit seinen Waffen auf die Kreatur im Off einschlägt, wiederholt, bis sie tot ist“. Weiter kritisiert er, dass in dem Film weder Elfen noch Zwerge zu sehen sind, wodurch dem Film ein „Fantasywelt-Gefühl“ genommen würde. Final urteilt Morazzini, dass der Film „unterhaltsam“ sei und vergibt 2,5 von insgesamt 5,0 Sternen.
Auf Rotten Tomatoes erhielt der Film aufgrund zu weniger Abstimmungen keine Wertung. In der Internet Movie Database hat der Film bei über 20 Stimmabgaben eine Wertung von 4,0 von 10,0 möglichen Sternen (Stand: August 2025).